# Артур Селлінз
Артур Селлінз (англ. Arthur Sellings; 31 травня 1921, Кент — 24 вересня 1968, Сассекс), справжнє ім'я — Артур Ґордон Лей (англ. Arthur Gordon Ley) — англійський вчений, торговець книгами і творами мистецтва та автор книг у жанрі наукової фантастики. Також публікувався під псевдонімами Рей Лютер і Мартін Лютер.

## Біографія
Артур Лей народився 31 травня 1921 року в Танбридж-Вельсі, Кент, Англія, син Артура Джеймса і Стелли Ґрейз (Селлінз) Лей. Крім рідного міста, він також жив у Кенсінгтоні та, пізніше, у Вортінзі. Він одружився 17 серпня 1945 року у Сток-Н'юїнґтоні на Ґледіс Памелі Джадж.
Окрім письменницької діяльності, Лей був книжним співробітником британського уряду. Його успіх в письменницькому конкурсі 1955 року, який спонсорувався газетою The Observer, привів до публікації його першої книги «Відчуження часу» у видавництві Michael Joseph Ltd..
Його дослідницька робота надихнула до створення деяких книжок жанру наукової фантастики. Праці Артура публікувалися у журналах Fantastic, Galaxy Science Fiction, Imagination, The Magazine of Fantasy & Science Fiction, Nebula Science Fiction, New Worlds, New Writings in SF, Worlds of Tomorrow та в інших періодичних виданнях.
Лей помер від серцевого нападу 24 вересня 1968 року у Вортінзі, Сассекс, Англія.

### Романи
- «Телепат» (англ. «Telepath») — (1962)
- «Непідцензурна людина» (англ. «The Uncensored Man») — (1964)
- «Ефект Квай» (англ. «The Quy Effect») — (1966)
- «Проміжний мозок» (англ. «Intermind») (підписався як Рей Лютер) — (1967)
- «Сила Ікс» (англ. «The Power of X») — (1968)
- «День сміття» (англ. «Junk Day») — (1970)

### Збірки
- «Відчуження часу та інші історії» (англ. «Time Transfer and Other Stories») — (1956)
- «Тривала Еврика: Збірка оповідань» (англ. «The Long Eureka: a Collection of Short Stories») — (1968)

### Короткі оповідання
- «Привиди» (англ. «The Haunting») — (1953)
- «Хлопці з Веспіса» (англ. «The Boys from Vespis») — (лютий 1954)
- «Ті, що поїхали» (англ. «The Departed») — (серп. 1954)
- «Початок життя» (англ. «A Start in Life») — (1954)
- «Акуратні загарбники» (англ. «The Cautious Invaders») — (жовтень 1954)
- «Ера добра» (англ. «The Age of Kindness») — (1954)
- «Місія» (англ. «The Mission») — (1955)
- «Фігура» (англ. «The Figment») — (1955)
- «Механізм втечі» (англ. «Escape Mechanism») — (1955)
- «Довірені особи» (англ. «The Proxies») — (1955)
- «Музичний ящик» (англ. «Jukebox») — (1955)
- «Вовк, що плаче» (англ. «Cry Wolf») — (липень 1956)
- «Перемир'я» (англ. «Armistice») — (листопад 1956)
- «Право на народження» (англ. «Birthright») — (1956)
- «Воїни» (англ. «The Warriors») — (серпень 1956)
- «Майстри» (англ. «The Masters») — (1956)
- «Категоричний імператив» (англ. «Categorical Imperative») — (1956)
- «Кімната управління» (англ. «Control Room») — (1956)
- «Відчуження часу» (англ. «Time Transfer») — (1956)
- «Звідти» (англ. «From Up There») — (1956)
- «Безмовні» (англ. «The Wordless Ones») — (1956)
- «Переніс» (англ. «The Transfer») — (1956)
- «Пентаграма» (англ. «Pentagram») — (1956)
- «Монолог» (англ. «Soliloquy») — (1956)
- «Пробудження» (англ. «The Awakening») — (1956)
- «Категоричні винахідники» (англ. «The Category Inventors») — (1956)
- «Той, що проти» (англ. «One Across») — (1956)
- «Вербальна згода» (англ. «Verbal Agreement») — (1956)
- «Свіжий початок» (англ. «Fresh Start») — (липень 1957)
- «Край сказу» (англ. «Brink of Madness») — (1957)
- «Межі» (англ. «Limits») — (1958)
- «Чиста форма» (англ. «Blank Form») — (1958)
- «Люди-тіні» (англ. «The Shadow People») — (1958)
- «Плоске залізо» (англ. «Flatiron») — (1958)
- «Довга Еврика» (англ. «The Long Eureka») — (1959)
- «За колір його волосся» (англ. «For the Colour of His Hair») — (1959)
- «Магнати» (англ. «The Tycoons») — (1959)
- «Сценічний перевертень» (англ. «The Scene Shifter») — (1959)
- «Витягнута рука» (англ. «The Outstretched Hand») — (1959)
- «Початковий курс» (англ. «Starting Course») — (1961)
- «Добре навчені герої» (англ. «The Well-Trained Heroes») — (червень 1964)
- «Сила-Y» (англ. «The Power of Y») — (1965)
- «Бляшаний теолог» (англ. «The Tinplate Teleologist») — (1965)
- «Дарунки Богів» (англ. «Gifts of the Gods») — (1966)
- «Це вечірнє сонце заходить» (англ. «That Evening Sun Go Down») — (1966)
- «Ключ від дверей» (англ. «The Key of the Door») — (1967)
- «Минулого разу» (англ. «The Last Time Around») — (1968)
- «Торгівля» (англ. «Trade-In») — (1968)
- «Повернення додому» (англ. «Homecoming») — (1968)
- «Тріщина в щиті» (англ. «Crack in the Shield») — (січень 1968)
- «Іспит» (англ. «The Trial») — (1969)
- «Легенда та хімія» (англ. «The Legend and the Chemistry») — (січень 1969)
- «Доджерс» (англ. «The Dodgers») — (квітень 1969)

### Документалістика
- «Куди тепер?» (англ. «Where Now?») — (1961)